# Via Portuense
La via Portuense è una strada romana costruita nel I secolo d.C. per collegare l'Urbe con il Porto dell'imperatore Claudio alla foce del Tevere.
È tutt’oggi utilizzata come strada provinciale SP 1/a, rappresentando un importante collegamento tra Roma, la sua fiera, il polo logistico Commercity, l'aeroporto e la città di Fiumicino, in alternativa all'autostrada A91 Roma-Aeroporto Fiumicino. È gestita da Roma Capitale nella tratta da Porta Portese alla frazione di Ponte Galeria, dove incrocia via della Magliana, e dalla Città metropolitana di Roma Capitale da qui fino a Fiumicino.

## Itinerario
Nella città antica la strada oltrepassava il Tevere sul pons Sublicius o sul ponte Emilio (attuale ponte Rotto), insieme alla via Aurelia, e attraversava la zona paludosa di Trastevere per superare le Mura aureliane a porta Portuensis e poi seguire l'argine destro del fiume fino al porto imperiale. Con la sua costruzione perse progressivamente importanza l'antichissima via Campana, che già prima della fondazione di Roma costituiva un sistema di collegamento stradale strategico e unitario insieme alla via Salaria, utilizzato per trasportare il sale dal Tirreno all'Adriatico.
Nella città odierna il tracciato della strada romana è ricalcato dentro le mura dalle vie dei Vascellari, di Santa Cecilia e di San Michele. Supera porta Portese e percorre il settore sud-occidentale della capitale passando per l'omonimo quartiere e poi per Colli Portuensi, Corviale, la Parrocchietta e il Trullo. Dopo il Grande raccordo anulare attraversa la frazione di Ponte Galeria dove si innesta via della Magliana (l'antica via Campana), supera il polo fieristico-commerciale e, nel territorio del comune di Fiumicino, serve la zona di Parco Leonardo raggiungendo infine il centro di Fiumicino.